# Cyber-shot

Het Cyber-shot-logo

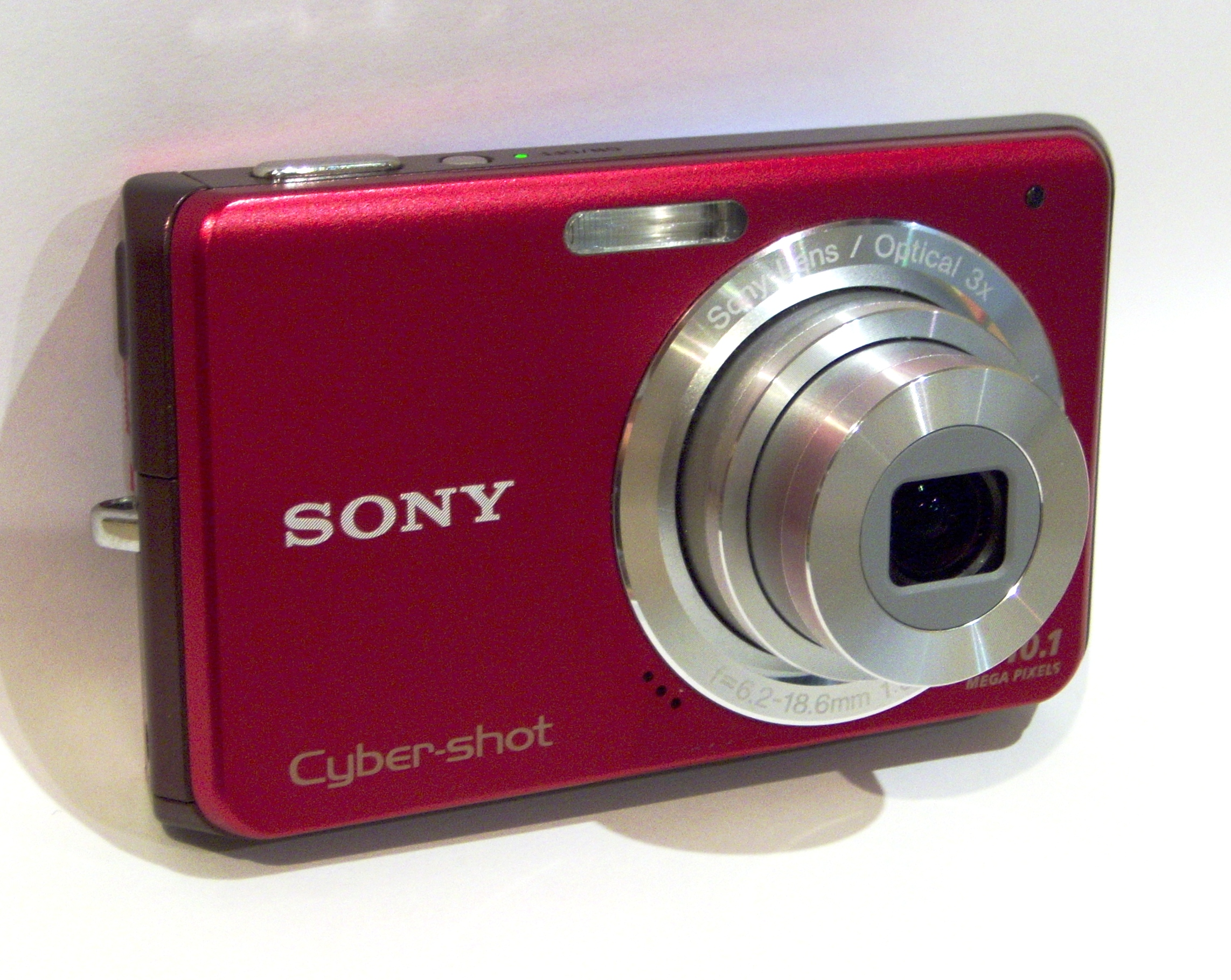
Sony Cyber-shot DSC-W180

Cyber-shot is een merknaam voor compacte digitale camera's van de Japanse fabrikant Sony. De compacte camera's zijn sinds 1996 op de markt. Directe concurrerende merken van Sony zijn digitale spiegelreflexcamera's onder de naam alpha en camcorders onder de naam Handycam.
Veel Cyber-shot-modellen hebben een lens van Carl Zeiss, die niet verwisselbaar is. De productserie omvat een aantal series aan verschillende ontwerpen, afmetingen, functies en andere technische kenmerken voor verschillende gebruikersdoelgroepen. Zo zijn er eenvoudige compactcamera's tot bridgecamera's voor prosumers, met superzoomcamera's en met videofuncties.

## Modelserie
Alle Cyber-shot camera's hebben de typeaanduiding DSC (afkorting voor Digital Still Camera), gevolgd door een afkorting voor de modelserie. In 2013 bestond de serie uit:
- DSC-H en HX: bridgecamera's
- DSC-R en RX: compactcamera's met zoomlenzen en duurdere beeldsensoren
- DSC-W en WX: compactcamera's voor beginners, lichtgewicht

Voor 2013 waren de series D, F/FX, G, J, L, M, N, P, S/ST, T/TF/TX, U en V in gebruik.